# Sparegrisens filmrevy nr. 1
Sparegrisens filmrevy nr. 1 er en dansk dokumentarfilm fra 1957 produceret af Laterna Film og Sparekassernes Skoleopsparing A/S.

## Handling
1)	To jyske drenge som brandmænd: Frederiksberg Brandmandsforening har inviteret to jyske drenge til at bo og arbejde på brandmandstationen i 14 dage.
2)	På hvalfangst i det sydlige polarhav: Hvalfangere fra Norge, USA, England, USSR, Japan og flere andre lande er på hvaljagt i det sydlige polarhav. En norsk hvalfangerbåd rammer sit bytte, og hvalen indfanges, flænses og koges.
3)	En dreng og hans tyr: I Munke Bjergby ved Sorø bor 13-årige Ejnar Johansen. Han sover i sit eget hus – overdelen af en gammel brødvogn – og har selv bygget laden til sin tyr.
4)	Hjem fra orlogstogt: En dansk flådeenhed har været på besøg i Rusland med fregatten Esbern Snare. Med sig har de medbragt en legesyg russisk gråbjørn.